# Top Gunner: Battle of the Atlantic
Ne doit pas être confondu avec Top Gunner (film) ou Top Gunner: Danger Zone.
Pour plus de détails, voir Fiche technique et Distribution.
Top Gunner: Battle of the Atlantic (titre alternatif : Top Gunner: America vs. Russia) est un film d'action américain réalisé par Christopher Ray et produit par The Asylum, sorti en 2023. C'est la suite des films Top Gunner (2020) et Top Gunner: Danger Zone (2022).

## Synopsis
La guerre russo-ukrainienne fait rage, sans qu’aucune issue ne se profile à l'horizon, ce qui provoque une nouvelle phase de tensions entre les États-Unis et la Russie. Après un coup d'État en Russie, le président russe Vassiliev se rend en visite d’État aux États-Unis, où il doit rencontrer d'importants chefs d'État et de gouvernement pour des négociations de paix, mais il est assassiné lors de sa visite à la Maison-Blanche. Le nouveau président russe, le maléfique Borovsk, accuse les États-Unis d'être derrière ce meurtre et leur déclare la guerre. En fait, les commanditaires de l’attentat sont les bellicistes radicaux russes qui n'ont aucun intérêt à la paix. La mort du président Vassiliev leur permet de saboter les négociations de paix et d’accéder au pouvoir au Kremlin. Bientôt, des avions de combat russes Su-57 de haute technologie apparaissent au-dessus de l’océan Atlantique et menacent de ravager Washington, D.C. La responsabilité d'arrêter l'attaque ennemie et de sauver la paix repose sur deux pilotes de chasse américains,,,,,.

## Distribution
- Eric Roberts : Président Jeremiah Stewart
- Gary Poux : Vice-président Richard Thomas
- Scott F. Evans : Secrétaire à la Défense August Strickland
- Andrew Rogers : Lieutenant Adam 'Footloose' Majors
- Kayla Fields : Lieutenant Cassie 'Firefly' Widmark
- Andrew Colford : Captain Taggert
- Simone Posey : Veronica Vachs
- Pavel Kuzin : Aleksander Borovsk
- Alex Veadov : Président Gennady Vasiliev
- Gabriel Pranter : Agent Volkov
- Ben Watt : Khrizantema
- Vladislav Pavlov : Alexei Chernigov
- Roman Polyanskiy : Condor
- Liam Hawley : Captain Zach Majors
- Chris Smith : Agent Miller
- Josh Duhon : Ihor Melnyk
- Rasko Relic : Agent Secret Smith
- Josh Stone : Correspondant à la Maison Blanche[7]

## Production
Le film a été tourné aux États-Unis, à Los Angeles en Californie.